# ليو دان (لاعبة كرة سلة)
ليو دان (بالصينية: 刘丹) (24 أبريل 1987 بشنيانغ في الصين - ) هي لاعبة كرة سلة صينية في مركز الوسط، شاركت في 2009 FIBA Asia Championship for Women ‏ ودورة الألعاب الآسيوية 2010 ودورة الألعاب الآسيوية 2006 ودورة الألعاب الآسيوية 2014 وبطولة كأس العالم لكرة السلة للسيدات 2010 والألعاب الأولمبية الصيفية 2008 وكأس العالم لكرة السلة للنساء 2006 و2005 FIBA Asia Championship for Women ‏.

## وصلات خارجية
- ليو دان على موقع الاتحاد الدولي لكرة السلة (الإنجليزية)
- ليو دان على موقع كرة السلة الأوروبية.كوم (الإنجليزية)
- ليو دان على موقع سبورتس رفرنس (الإنجليزية)
- ليو دان على موقع أوليمبيديا (الإنجليزية)
- ليو دان على موقع اللجنة الأولمبية الصينية (الإنجليزية)